# Liste des reptiles de Chypre
Cette liste des reptiles de Chypre répertorie les espèces de reptiles à Chypre (serpents venimeux ou non, lézards et tortues).

## Lézards
Famille des Agamidae :
- Laudakia cypriaca (Daan, 1967)

Famille des Chamaeleonidae

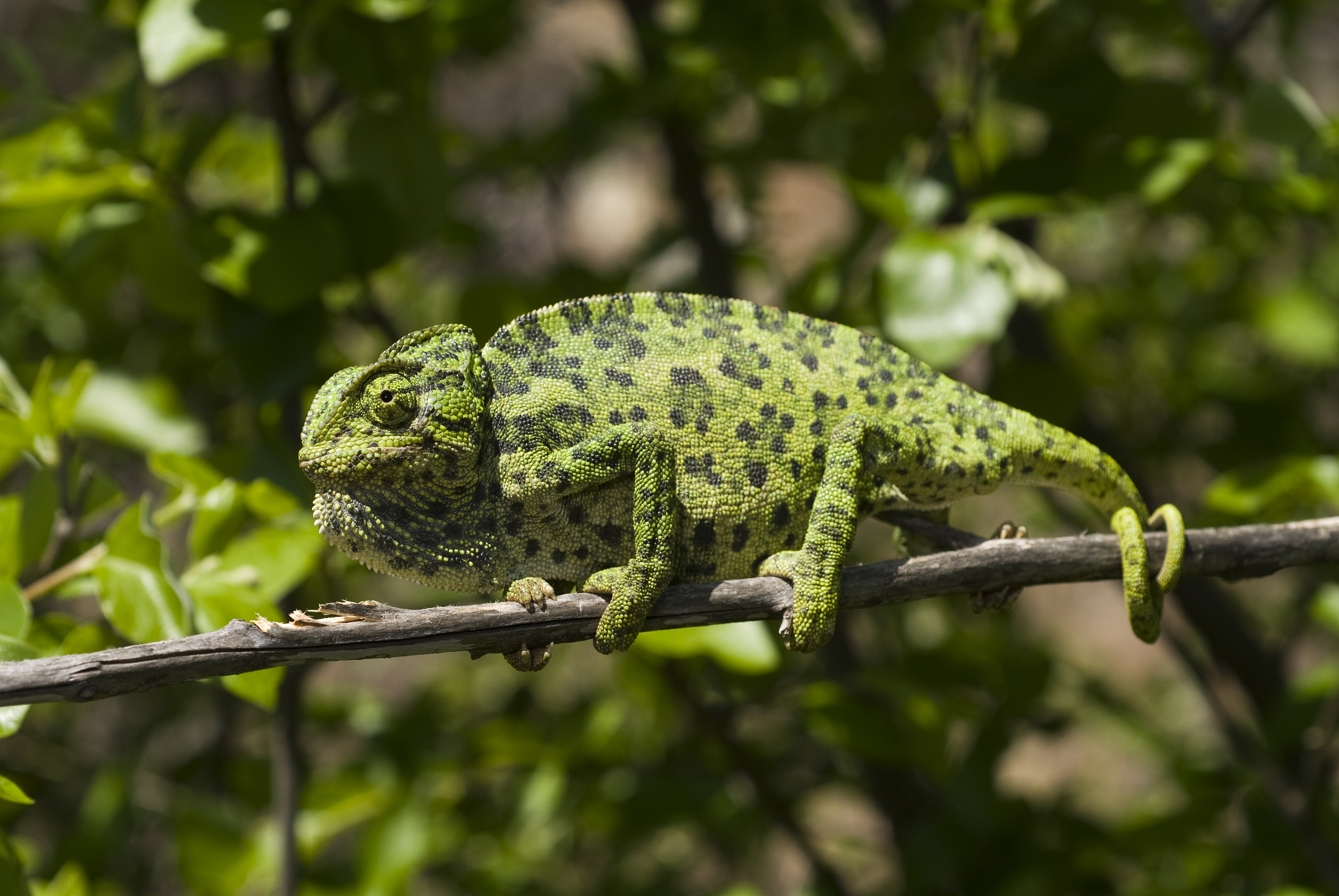
Caméléon commun

- Chamaeleo chamaeleon (Linnaeus, 1758), le Caméléon commun

Famille des Gekkonidae :
- Hemidactylus turcicus (Linnaeus, 1758), le Gecko nocturne
- Mediodactylus kotschyi (Steindachner, 1870)

Famille des Lacertidae :
- Acanthodactylus schreiberi (Boettger, 1878)
- Ophisops elegans (Ménétriés, 1832)
- Phoenicolacerta troodica (Werner, 1936)

Famille des Scincidae :
- Ablepharus budaki (Göçmen, Kumlutas & Tosunoglu, 1996)
- Chalcides ocellatus (Forsskål, 1775)
- Eumeces schneideri (Daudin, 1802)
- Trachylepis vittata (Olivier, 1804)

## Serpents
Famille des Colubridae :

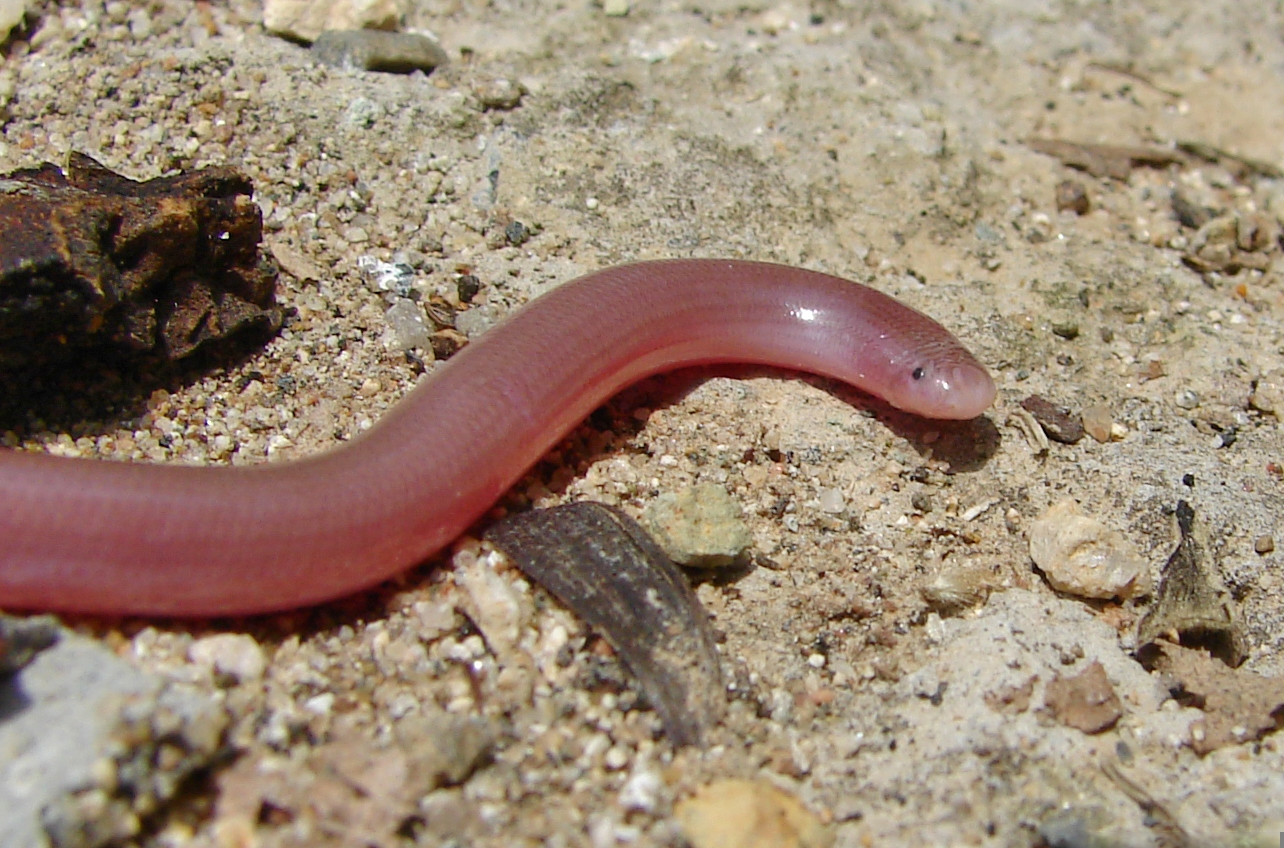
Xerotyphlops vermicularis

- Telescopus fallax cyprianus Barbour & Amaral, 1927 - la Couleuvre-chat d'Europe ou Serpent-chat
- Hemorrhois nummifer (Reuss, 1834)
- Natrix natrix (Linnaeus, 1758) - la Couleuvre à collier
- Dolichophis cypriensis (Schätti, 1985)
- Platyceps najadum dahli (Fitzinger, 1826)
- Eirenis modestus (Martin, 1838)
- Dolichophis jugularis (Linnaeus, 1758)

Famille des Lamprophiidae :
- Malpolon insignitus (Geoffroy Saint-Hilaire, 1827)

Famille des Typhlopidae :
- Xerotyphlops vermicularis (Merrem, 1820)

Famille des Viperidae :
- Macrovipera lebetinus lebetinus (Linnaeus, 1758) - la Vipère lébétine ou Vipère du Levant

## Tortues
Famille des Cheloniidae :

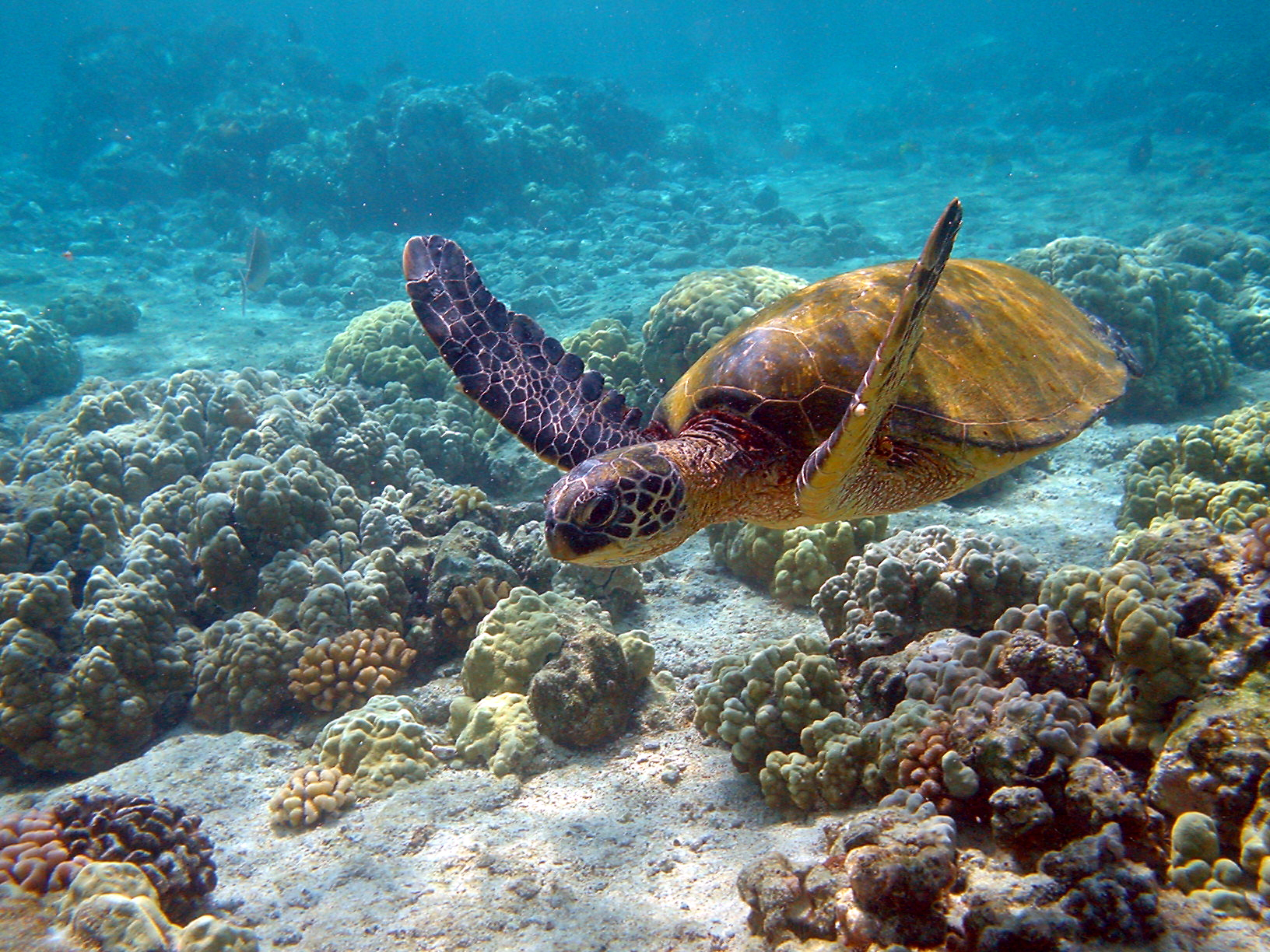
Tortue verte

- Caretta caretta (Linnaeus, 1758) - la Couanne ou Caret
- Chelonia mydas (Linnaeus, 1758) - la Tortue verte, Tortue franche…

Famille des Geoemydidae :
- Mauremys rivulata (Valenciennes, 1833)